# Родгісс (Північна Кароліна)
Родгісс (англ. Rhodhiss) — місто (англ. town) в США, в округах Берк і Колдвелл штату Північна Кароліна. Населення — 997 осіб (2020).

## Географія
Родгісс розташований за координатами 35°45′59″ пн. ш. 81°25′55″ зх. д. / 35.76639° пн. ш. 81.43194° зх. д. (35.766276, -81.431970).  За даними Бюро перепису населення США в 2010 році місто мало площу 3,26 км², з яких 3,07 км² — суходіл та 0,19 км² — водойми.

## Демографія
Згідно з переписом 2010 року, у місті мешкало 1070 осіб у 414 домогосподарствах у складі 288 родин. Густота населення становила 329 осіб/км².  Було 468 помешкань (144/км²).
Расовий склад населення:
| - 92,8 % — білих - 1,6 % — азіатів - 0,8 % — чорних або афроамериканців - 0,3 % — вихідців з тихоокеанських островів - 0,1 % — корінних американців - 2,8 % — осіб інших рас |

До двох чи більше рас належало 1,6 %. Частка іспаномовних становила 4,6 % від усіх жителів.
За віковим діапазоном населення розподілялося таким чином: 22,3 % — особи молодші 18 років, 63,8 % — особи у віці 18—64 років, 13,9 % — особи у віці 65 років та старші. Медіана віку мешканця становила 40,2 року. На 100 осіб жіночої статі у місті припадало 97,8 чоловіків;  на 100 жінок у віці від 18 років та старших — 100,2 чоловіків також старших 18 років.
Середній дохід на одне домашнє господарство  становив 35 189 доларів США (медіана — 30 313), а середній дохід на одну сім'ю — 42 196 доларів (медіана — 35 469). За межею бідності перебувало 24,5 % осіб, у тому числі 43,5 % дітей у віці до 18 років та 14,2 % осіб у віці 65 років та старших.
Цивільне працевлаштоване населення становило 367 осіб. Основні галузі зайнятості: роздрібна торгівля — 24,5 %, виробництво — 21,3 %, освіта, охорона здоров'я та соціальна допомога — 18,0 %.